# Катющева Катерина Євгенівна
Катерина Євгенівна Катющева («Залізна леді») (17 грудня 1987, Адамівка — 14 червня 2020, Одеса) — українська спортсменка, Майстер спорту з легкої атлетики, чемпіонка України з добового бігу, переможниця Київського Ультрамарафону-2019.

## Життєпис
Народилася 17 грудня 1987 року в селі Адамівка. Після закінчення школи у селі Сергіївка закінчила Одеський верстатобудівний технікум, а згодом Одеський державний аграрний університет, факультет «економіка підприємств». Працювала менеджером на підприємстві, яке спеціалізувалося на будівництві ангарів. Після основної роботи працювала тренером у місцевому фітнес-клубі.

## Спортивні досягнення
Катерина Катющева, член збірної України по 24-годинному бігу з результатом 201 км, багаторазова учасниця ультрамарафон на 50-100 км, переможниця змагань «Залізна людина» 2017 та 2019 роках серед жінок та друга в абсолюті. У минулому році вона стала переможницею двох ультрамарафонів у Молдові та Києві. У липні 2019 року Катерина перемогла на київському ультрамарафоні, де здобула право на участь на чемпіонаті світу 2019.

## Останній забіг
Катерина брала участь у змаганнях «Ультра-Трейл Куяльник», під час яких зв'язок з нею був втрачений. Катерину Катющеву було знайдено на березі водойми без свідомості через 8 годин пошуків силами поліції, волонтерів та інших учасників марафону. Вона отримала тепловий удар, а з настанням ночі, переохолодження. Відразу ж після знаходження Катерину було направлено до лікарні, де вона померла від інсульту, як наслідку теплового удару, 14 червня 2020 року. 16 червня 2020 року похована в селі Адамівка.

## Результати

### Виступи на змаганнях

#### 100км по Поясу Слави (Одеса)
| Дата             | Результат          | Місце         |
| Біг на 100 км    | Біг на 100 км      | Біг на 100 км |
| ---------------- | ------------------ | ------------- |
| 9/10.4.2016      | 12:20              | II            |
| «Залізна людина» |                    |               |
| 8/9.4.2017       | 17:14 (7:07+10:07) | I             |
| 6/7.4.2019       | 13:50              | I             |